# Owen D. Young
Owen D. Young, all'anagrafe Owen Daniel Young (Stark, 27 ottobre 1874 – St. Augustine, 11 luglio 1962), è stato un economista statunitense.

## Biografia

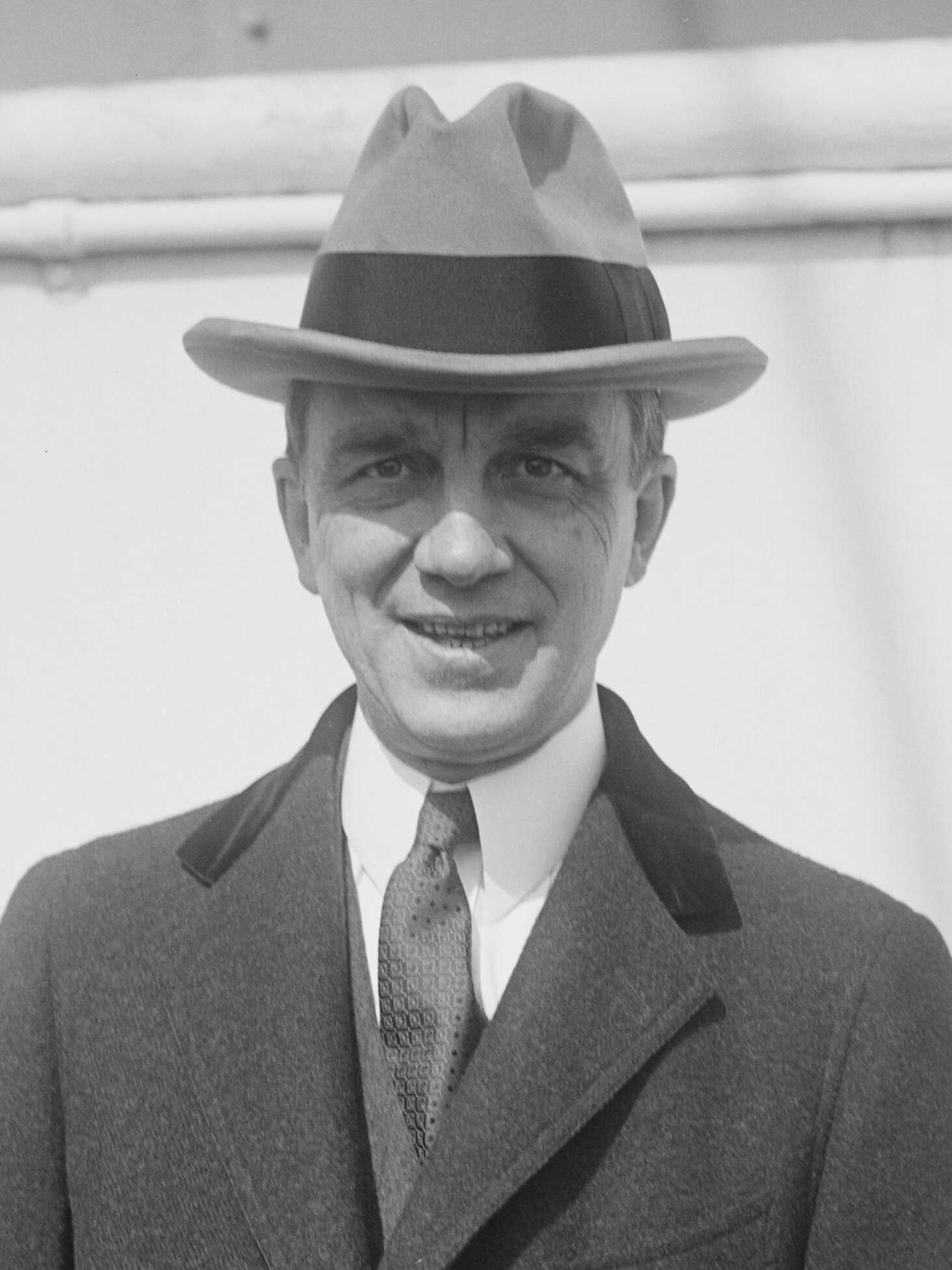
Owen D. Young, 1928

Young presiedette la commissione di discussione del piano che porta il suo nome, che fu discusso nella seconda metà del 1929 e adottato nel gennaio 1930.
Secondo l'esperto, la Germania avrebbe dovuto pagare le riparazioni di guerra per altri 59 anni. Tuttavia, quando il piano da lui discusso entrò in vigore, in tutta Europa si stavano manifestando gli effetti della crisi finanziaria.
A Young si deve anche la creazione nel 1919 della Radio Corporation of America.